# Tracy-le-Val

Tracy-le-Val este o comună în departamentul Oise, Franța. În 1 ianuarie 2022 avea o populație de 1.041 de locuitori.